# Lignières (Loir-et-Cher)
Lignières is een gemeente in het Franse departement Loir-et-Cher (regio Centre-Val de Loire) en telt 409 inwoners (2022). De plaats maakt deel uit van het arrondissement Vendôme.

## Geografie
De oppervlakte van Lignières bedraagt 15,8 km², de bevolkingsdichtheid is 24,9 inwoners per km².
De onderstaande kaart toont de ligging van Lignières (Loir-et-Cher) met de belangrijkste infrastructuur en aangrenzende gemeenten.

## Demografie
Onderstaande figuur toont het verloop van het inwonertal (bron: INSEE-tellingen).